# Santana Lopez
Santana Lopez is een personage van de Amerikaanse komedie-drama televisieserie Glee van Fox Broadcasting Company, gespeeld door Naya Rivera. Ze speelde mee vanaf de eerste aflevering, voor het eerst uitgezonden op 19 mei 2009.
Santana werd geïntroduceerd als zijpersonage en sidekick voor Quinn Fabray (Dianna Agron), maar Santana's rol groeide over de lengte van het eerste seizoen. In het tweede seizoen krijgt Santana meer en grotere verhaallijnen, zoals romantische gevoelens voor haar beste vriendin Brittany S. Pierce (Heather Morris). Rivera heeft lof gekregen voor haar vertolking van Santana, net als haar vocale werk in verschillende nummers opgevoerd als deel van New Directions.
Santana werd geïntroduceerd naast Quinn en Brittany als een van de drie meest populaire cheerleaders in William McKinley High School in Lima, Ohio. Ze gaat bij de Glee Club, New Directions, omdat ze Quinn moet volgen voor haar reputatie en omdat ze moet spioneren van Sue Sylvester (Jane Lynch), coach van de Cheerios. Na een tijd begint ze het wel leuk te vinden en voelt ze ook iets vriendschappelijks voor de andere Glee Club leden, het gaat zelfs zo ver dat ze zegt dat het het beste is in haar dag.
Ze heeft verschillende relaties doorheen de seizoenen. Zo date ze een tijdje met Puck (Mark Salling), neemt ze Finn Hudsons (Cory Monteith) maagdelijkheid en heeft ze een tijd lang een 'friends with benefits' relatie met Brittany. In het tweede seizoen blijkt echter dat haar gemene attitude en haar vele escapades met jongens een gevolg is van een moeilijk geworstel met haar gevoelens voor Brittany en haar lesbische identiteit. In seizoen drie wordt door een commercial duidelijk gemaakt dat Santana lesbisch is, dit zorgt voor veel problemen, gelukkig steunt Brittany en de rest van de glee club haar in dit proces. Brittany Pierce en Santana startten een liefdevolle en geaccepteerde, maar ook zeker een gewaardeerde relatie.
De Brittany-verhaallijn is positief ontvangen door critici en kijkers.